# Batalla de Monmouth
La batalla de Monmouth  va ser una batalla de la Guerra de la Independència dels Estats Units que va tenir lloc a Nova Jersey el 28 de juny de 1778, i és considerada com el punt d'inflexió en la Revolució que va acabar desembocant en la victòria dels naixents Estats Units d'Amèrica.
L'Exèrcit Continental sota el comandament de George Washington va atacar la rereguarda de la columna de l'Exèrcit Britànic liderada per Sir Henry Clinton mentre aquesta abandonava Monmouth Court House (avui dia Freehold, Nova Jersey).

## Antecedents
En començar la guerra, 3.000 soldats britànics es veieren atrapats a Boston per 20.000 homes de la milícia continental, fins que després de la batalla de Bunker Hill abandonaren la ciutat.
Els americans van capturar Mont-real i Saint John's i van fracassar en el setge de Quebec i es preparaven per defensar Nova York, que es va rendir després de la batalla de Long Island als britànics comandats per William Howe el 1776 que volia tallar en dos el territori rebel aïllant Nova Anglaterra i va conquerir els forts que guardaven la badia de Hudson i Newport (Delaware).
Després de la derrota americana a la batalla de Brandywine 11 de setembre de 1777 els anglesos controlaven Philadelphia, i George Washington es va veure obligat a passar l'hivern entrenant el seu exèrcit a Valley Forge, a Pennsilvània. Mentrestant, hi va haver una reorganització en el comandament britànic, amb Henry Clinton com a comandant en cap substituint Howe, que havia dimitit. Amb l'entrada de França en la guerra i l'exèrcit més preparat, i Washington va enviar al marquès de la Fayette amb una guàrdia d'avançada, que va parar una emboscada a la batalla de Barren Hill.
Clinton va rebre l'ordre del govern d'abandonar Filadèlfia i defensar Nova York, ara vulnerable a poder naval francès. L'exèrcit de Washington va seguir Clinton en la seva retirada.

## Batalla
Encara que el general en cap de l'exèrcit continental era George Washington, una mica menys la meitat de les forces estaven sota el comandament del capità general Charles Lee. Aquest primer grup va ser el que va liderar l'avanç contra les tropes britàniques, a les quals se suposava en plena retirada, i va iniciar el primer atac contra la rereguarda de la columna britànica. Quan les tropes de l'exèrcit britànic es van donar la volta i van iniciar una maniobra de flanqueig, Lee va donar l'ordre de retirada general gairebé sense presentar oposició, i les seves tropes aviat es van veure desorganitzades i en plena fugida.
La decisió de retirar-se gairebé immediatament va ser molt controvertida en el seu moment, i ha estat discutida innombrables vegades per part de tota classe d'historiadors, tant a favor com en contra de Lee. La veritat és que aquest creia trobar-se en inferioritat numèrica de més de dos a un (la qual cosa era cert), i va trobar a un enemic que plantava cara i iniciava un contraatac en lloc de a una força fugint desorganitzada. La retirada va permetre que el seu grup es reunís amb la força principal liderada per Washington, la qual cosa va eliminar l'avantatge numèric anglès. Per contra, s'ha argumentat que si el grup de Lee hagués plantat cara i resistit el contraatac de Clinton, aquest no s'hauria vist temptat a plantar batalla i s'hauria retirat, creient enfrontar-se al cos principal.
En qualsevol cas, les tropes de Lee van acabar creuant-se en la seva fugida amb el cos principal de l'exèrcit continental, sota el comandament de George Washington, el qual va tenir un dur enfrontament verbal amb Lee. L'animadversió entre els dos venia ja de lluny, de manera que les frases van pujar de to i Washington va acabar rellevant del comandament a Lee per incomplir una ordre directa i insubordinació. Procedir tot seguit a reagrupar les tropes i posar de nou a l'atac, rebutjat dos contraatacs britànics en el que va ser conegut com "l'avanç de Washington". El dia va resultar extremadament calorós, i les contínues maniobres i contramaniobres van acabar provocant a ambdós bàndols tantes baixes per cop de calor com per acció enemiga.
La batalla va acabar amb l'arribada de la nit, en una situació propera a l'empat tècnic pel que fa a posició sobre el camp de batalla. Washington però va preferir jutjar la victòria com a pertanyent al bàndol nord-americà pel nombre de baixes i presoners.
L'exèrcit continental va perdre 152 homes i va tenir 300 ferits, mentre que els britànics van perdre 190 homes, 390 ferits i 576 presoners.

## Després de la batalla
La batalla de Monmouth va ser l'últim gran enfrontament de la campanya de Filadèlfia, i la major batalla pel nombre de participants de tota la guerra de les que van durar almenys un dia. Les tropes britàniques van prosseguir la seva retirada de forma organitzada. Lee va ser jutjat per una cort marcial pels càrrecs d'insubordinació i incompliment d'ordres del Village Inn, situat al centre de Englishtown, trobat culpable i retirat del comandament durant un any. Si Washington hagués decidit presentar addicionalment càrrecs de covardia davant l'enemic (la qual cosa podia ser extret de la imprevista retirada), Lee s'hauria enfrontat a la possibilitat de ser afusellat.
Monmouth és, juntament amb la batalla de Princeton, una de les dues úniques batalles durant el transcurs de la guerra en què l'exèrcit de Washington es va enfrontar a l'exèrcit britànic en els seus mateixos termes, en una batalla campal, sense ser derrotats a nivell tàctic.
La llegenda de Molly Pitcher (una mena d'equivalent d'Agustina d'Aragó) sol associar amb aquesta batalla. Segons una de les versions, Molly era una mestressa de casa que va anar a la batalla amb el seu marit, i en morir aquest, va ocupar el seu lloc com artiller durant la resta del combat. Basada en un incident real, la idea de la història va ser adornada i es va convertir en llegenda amb el pas dels anys. En el camp de batalla actual, hi ha dos llocs marcats com a possibles escenaris de la llegenda.
Encara que mai s'ha acordat formalment la seva conservació, el camp de batalla de Monmouth és un dels més ben preservats dels camps de batalla de la Guerra de la Independència dels Estats Units. Cada any, durant l'últim cap de setmana de juny, es recrea la batalla en el Parc estatal de Monmouth Battlefield, situat entre l'actual Freehold i Manalapan, a Nova Jersey.